# ليتو نيببيا
ليتو نيببيا (بالإسبانية: Litto Nebbia) (و. 1948  م) هو مغني، وكاتب أغاني، ومنتج أسطوانات، من الأرجنتين، ولد في روساريو.

## الحياة والعمل
ولد فيليكس فرانسيسكو نيبيا في عام 1948، وعلى الرغم من كونه في سن المراهقة الأولى، ترك ليتو مدرسة ثانوية للانضمام إلى صديق عازف لوحة المفاتيح «سيرو فوجلياتا»، في فرقة («القطط البرية»). انتقل الثنائي إلى بوينس آيرس في عام 1963.
في 1966 شكل نبيا وفوجليتا مجموعة «لوس غاتوس» التي أصبحت معروفة بعروضها الليلة، حيث تقوم بتأليف معظم أغانيها الخاصة، في مقهى الحي "La Perla del Once". وقد كتب نبييا أحد التركيبات، في 2 مايو 1967 في ذلك الموقع مع كاتب الأغاني تانغويتو، وبعد إصداره في 3 يوليو، باع أكثر من 250,000 نسخة.
كان الألبوم الذي شمل أيضا موريس بيرابنت أول إنتاج روك محلي يتصدر عناوين الروك الأمريكية والبريطانية، وأصبح معلماً يعرف باسم ولادة الروك الأرجنتينية. في عام 2007 أختيرت الطبعة الأرجنتينية من  رولينغ ستون الأولى في قائمة أفضل 100 ألبوم في الروك الأرجنتيني.

## ديسكوغرافيا
- Litto Nebbia, 1969
- Litto Nebbia, Vol. 2: Hijo de America, 1970
- Nebbia's Band, 1971
- Despertemos en America, 1972
- Muerte en La Catedral, 1973
- Melopea, 1974
- Fuera del Cielo, 1975
- Bazar de Los Milagros, 1976
- Cosas Que No Quieren Morir, 1976
- El Vendedor De Promesas. 1977
- Canciones Para Cada Uno, Vol. 1, 1978
- Canciones Para Cada Uno, Vol. 2, 1979
- Toda Cancion Sera Plegaria, 1979
- Creer, 1980
- 1981, 1981
- Solo Se Trata De Vivir. 1981
- Solopiano, Vol. 1, 1981
- Tres Noches en la Trastienda, 1981
- Llegamos De Los Barcos, 1982
- Solopiano, Vol. 2, 1982
- Canciones Para Conocernos Mas, 1983
- La Guerra No Sabe, 1983
- 1992, 1984
- Con La Banda Sinfonica Nacional, 1984
- Para Que Se Encuentren Los Hombres, 1984
- En Brasil, Aqui Y Ahora, 1985
- Luna Caliente, 1985
- Demasiadas Maneras de No Saber Nada, 1986
- Musiquieros, 1987
- Buscando en el Bolsillo del Alma, 1988
- Nostalgias del Harlem Espanol, 1990
- Esperando El Milagro, 1992
- Argentino de America, 1992
- Seguro, 1992
- Paginas de Vida, Vol. 1-4 1994
- Evita: Quien Quiera Oir Que Oiga, 1996
- Homenaje a Gardel Y Le Pera, 1997
- Nebbia Canta Cadícamo, 1997
- El Hombre Que Amaba A Todas Las Mujeres, 1997
- Matar al abuelito, 1998
- Siempre bailan dos, 2000
- El jardín de la esquina, 2001
- Tributo a Brian Wilson, 2002
- Celebración, 2003
- La Noche del Colibri, 2004
- Tango & Nocturno, 2004
- Bazar de los milagros, 2006
- Danza del Corazon، مع La Luz  [لغات أخرى]‏, 2007
- El Jardin de La Esquina, 2007
- Península Valdes، مع Alfredo Lichter, 2007
- The Blues, 2007
- Bella Madrid, 2008
- Calamaro querido!, 2009

## روابط خارجية
- ليتو نيببيا على موقع IMDb (الإنجليزية)
- ليتو نيببيا على موقع ميوزك برينز (الإنجليزية)
- ليتو نيببيا على موقع أول ميوزيك (الإنجليزية)
- ليتو نيببيا على موقع ديسكوغز (الإنجليزية)